# لو (مغنية)
لو (بالألمانية: Lou)‏ هي مغنية ألمانية، ولدت في 27 أكتوبر 1963 في فاغهويزل في ألمانيا.

## وصلات خارجية
- لو على موقع IMDb (الإنجليزية)
- لو على موقع ميوزك برينز (الإنجليزية)
- لو على موقع ديسكوغز (الإنجليزية)